# سیارک ۱۳۱۴۶
سیارک ۱۳۱۴۶ (به انگلیسی: 13146 Yuriko، نامگذاری:1995DR2) سیزده هزار و صد و چهل و ششمین سیارک کشف شده‌است که در ۲۰ فوریه ۱۹۹۵ کشف شد.
قدر مطلق سیارک برابر ۱۲٫۵۰ است.